# Liste des espèces du genre Tricholoma

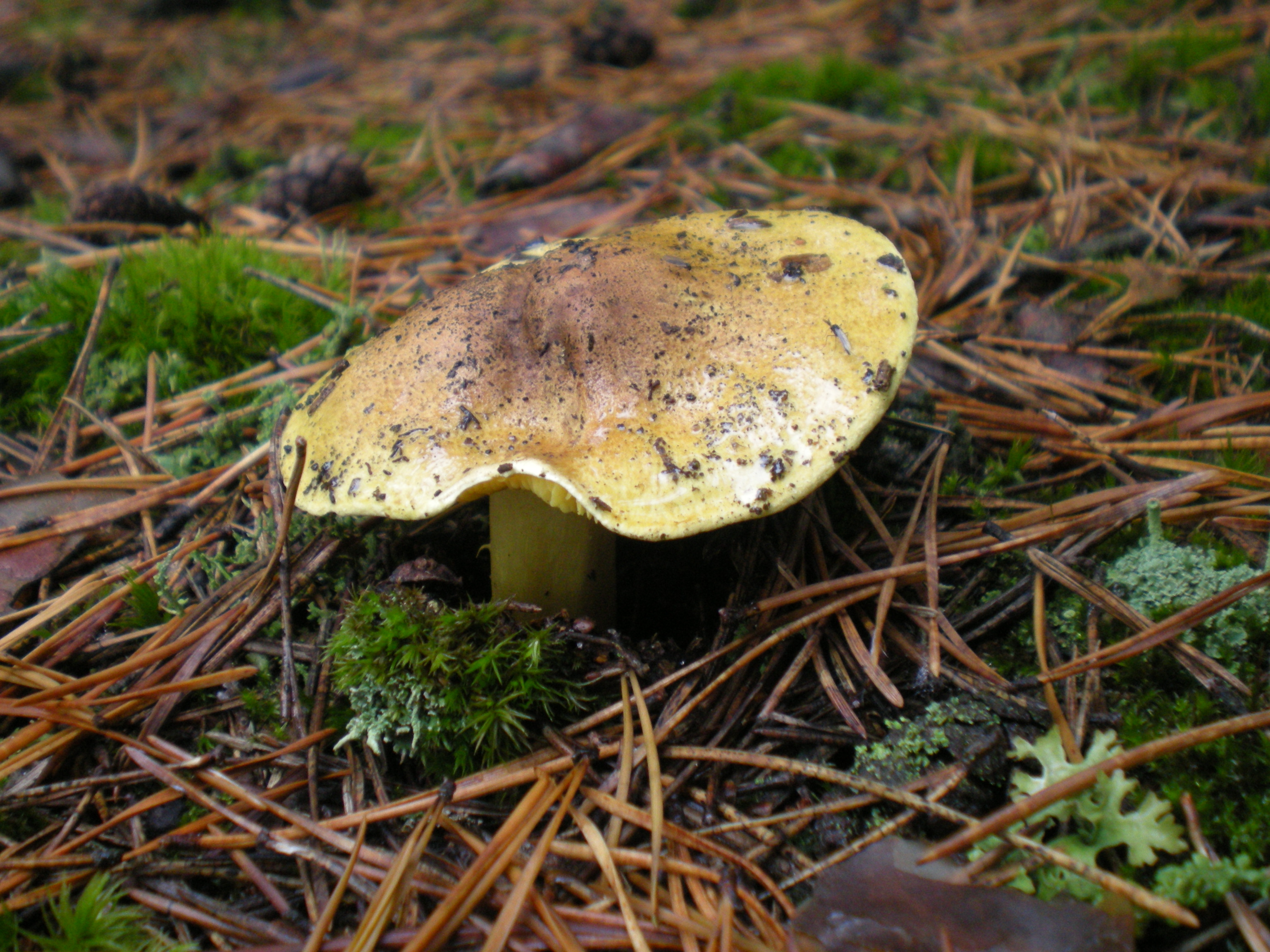
Tricholoma equestre, le Bidaou : l'espèce-type du genre Tricholoma.

Cet article regroupe l'ensemble des espèces de champignons (Fungi) du genre Tricholoma. En septembre 2021, Index Fungorum liste 379 espèces au sein de ce genre
Pour les noms français, voir l'article Tricholome.
- Haut – A
- B
- C
- D
- E
- F
- G
- H
- I
- J
- K
- L
- M
- N
- O
- P
- Q
- R
- S
- T
- U
- V
- W
- X
- Y
- Z

## A

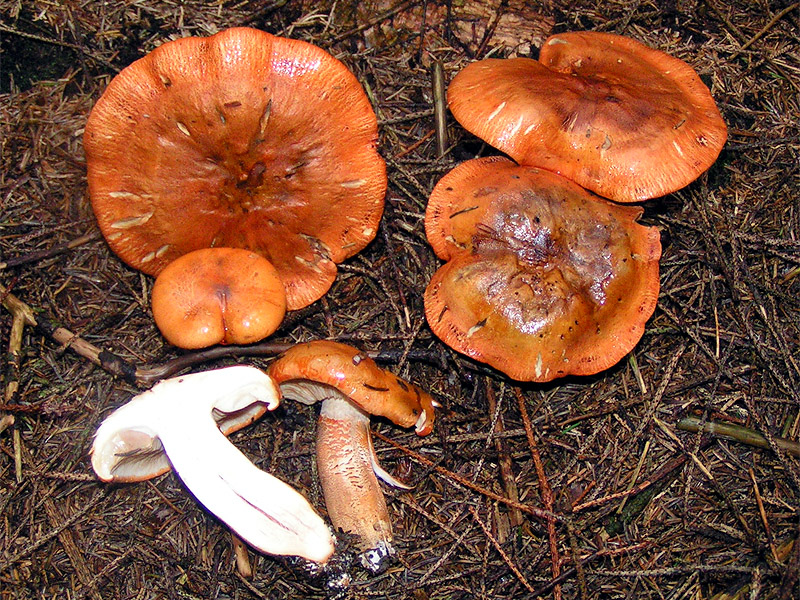
Tricholoma aurantium, le Tricholome orangé

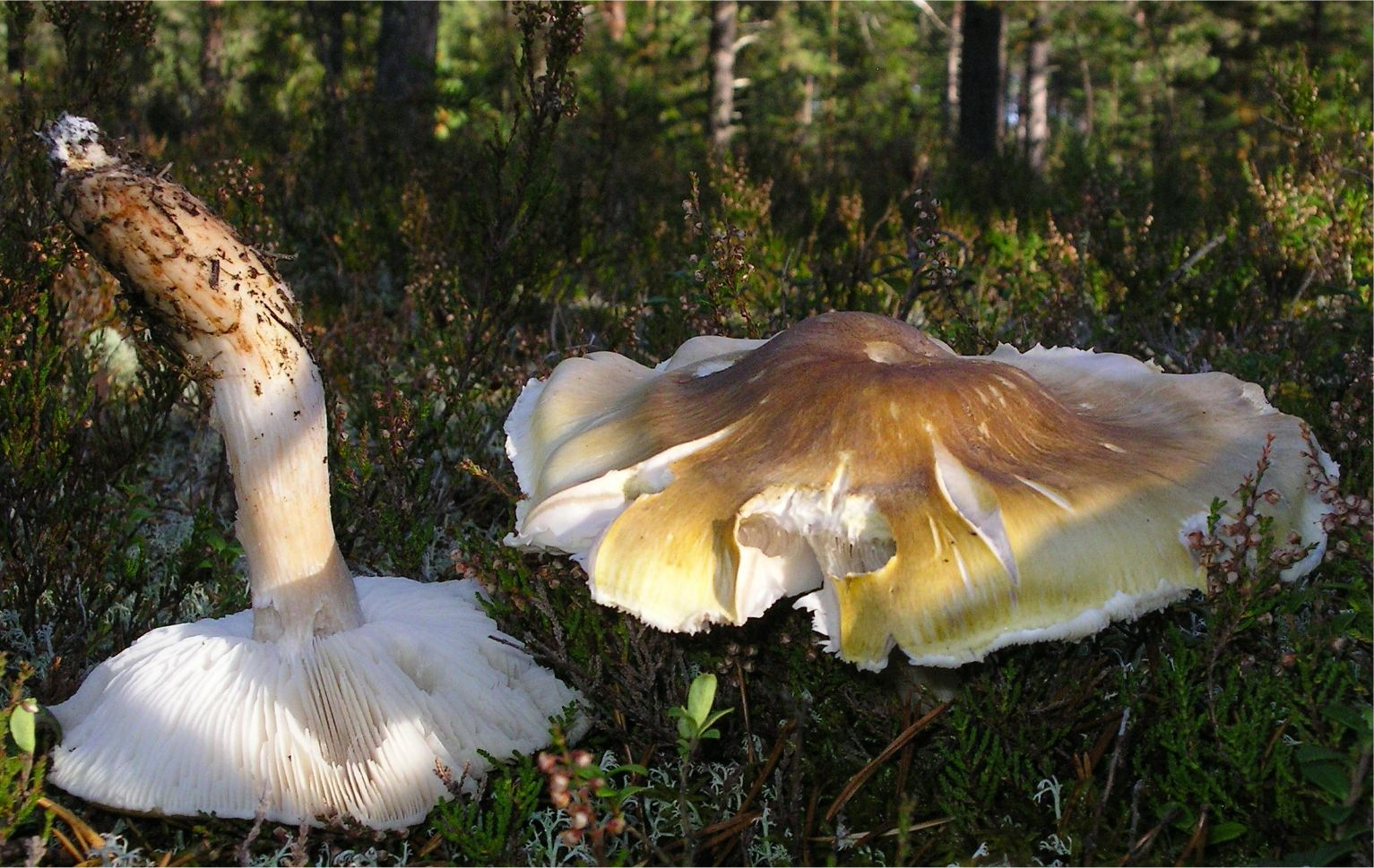
Tricholoma arvernense, le Tricholome d'Auvergne, plutôt européen

- Tricholoma abietinum Velen. 1920[2] – Europe
- Tricholoma acerbum (Bull.) Quél. 1872
- Tricholoma acicularum Velen. 1947
- Tricholoma acutistramineum Corner 1994[3] – Singapour
- Tricholoma aeruginascens Corner 1994[3]
- Tricholoma aestivum Velen. 1920[2] – Europe
- Tricholoma aestuans (Fr.) Gillet 1874
- Tricholoma albatum Velen. 1920[2] – Europe
- Tricholoma albidulum N.Ayala, G.Moreno & Esteve-Rav. 1997
- Tricholoma albidum Bon 1984
- Tricholoma albobrunneum (Pers.) P.Kumm. 1871
- Tricholoma alboconicum (J.E.Lange) Clémençon 1983
- Tricholoma alboluteum Velen. 1920[2] – Europe
- Tricholoma albosquamulatum Beeli 1927
- Tricholoma album (Schaeff.) P.Kumm. 1871
- Tricholoma altaicum Singer 1943
- Tricholoma amplum (Pers.) Rea 1922
- Tricholoma anatolicum H.H. Doğan & Intini, 2015
- Tricholoma andinum E. Horak 1964
- Tricholoma apium Jul. Schäff. 1925
- Tricholoma argenteum Ovrebo 1989
- Tricholoma argyraceum (Bull.) Gillet 1874
- Tricholoma argyropotamicum Speg. 1899
- Tricholoma arvernense Bon 1976[4] – Europe
- Tricholoma atro-olivaceum Rick 1939
- Tricholoma atrodiscus Ovrebo 1989
- Tricholoma atroscriptum Corner 1994[3]
- Tricholoma atrosquamosum Sacc. 1887
- Tricholoma atroviolaceum A.H.Sm. 1944[5] – Amérique du Nord
- Tricholoma aurantiipes Hongo 1991
- Tricholoma aurantio-olivaceum A.H.Sm. 1944[5] – Amérique du Nord
- Tricholoma aurantium (Schaeff.) Ricken 1914
- Tricholoma austrocolossum Grgur. 2002
- Tricholoma azalearum (Murrill) Murrill 1942

## B

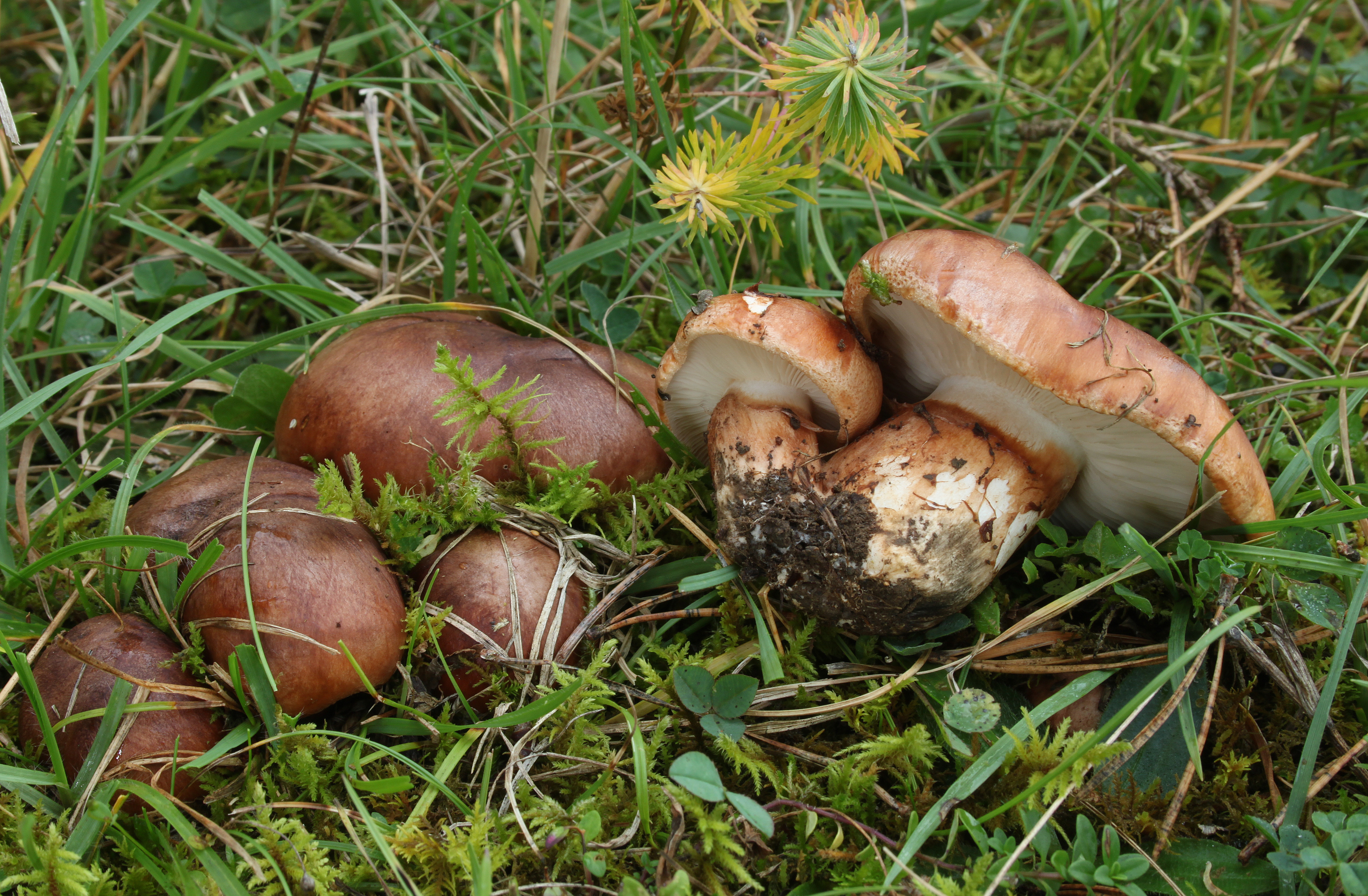
Tricholoma batschii, le Tricholome de Batsch

- Tricholoma bakamatsutake Hongo 1974
- Tricholoma baldratianum Sacc. 1916
- Tricholoma bambusarum Corner 1994[3]
- Tricholoma basirubens (Bon) A.Riva & Bon 1988
- Tricholoma batschii Gulden 1969
- Tricholoma betilonganum Corner 1994[3]
- Tricholoma bezdeki Velen. 1920[2] – Europe
- Tricholoma bisontinum Rolland 1902
- Tricholoma bonii Basso & Candusso 1997
- Tricholoma boreosulphurescens Mort. Chr. & Heilm.-Claus., 2017
- Tricholoma borgsjoeënse Jacobsson & Muskos 2006 – Fennoscandie[6]
- Tricholoma borneomurinum Corner 1994[3]
- Tricholoma bresadolanum Clémençon 1977
- Tricholoma brunneicirrus Corner 1994[3]
- Tricholoma brunneosquamosa Beeli 1927
- Tricholoma bryogenum Mort. Chr., Heilm.-Claus. & Vauras, 2017
- Tricholoma bubalinum (G.Stev.) E.Horak 1971
- Tricholoma bufonium (Pers.) Gillet 1874
- Tricholoma bulliardii Velen. 1939[7] – Europe
- Tricholoma busuense Corner 1994[3]
- Tricholoma buzae Dennis 1970

## C

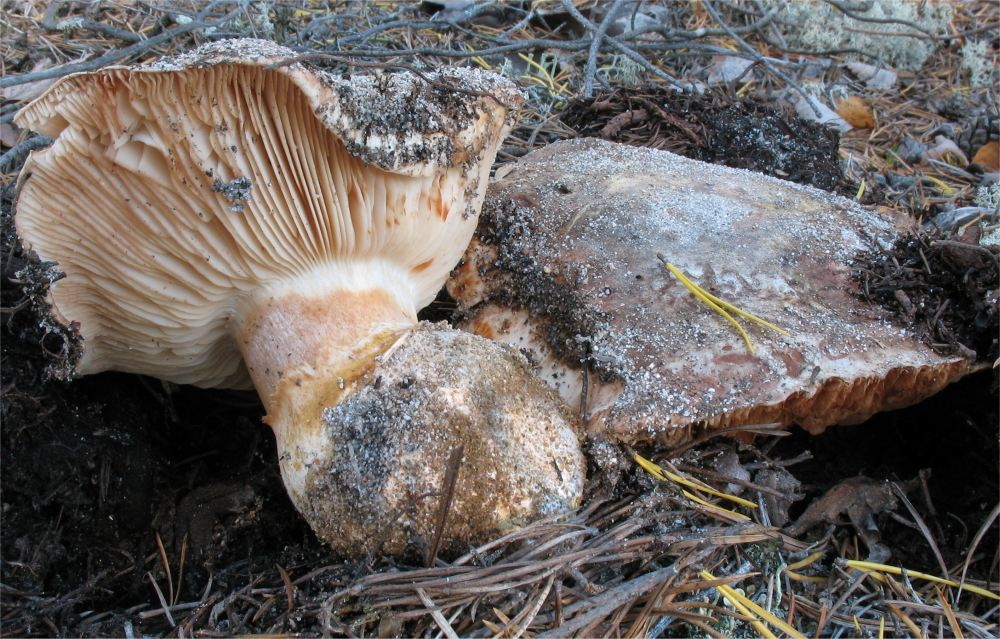
Tricholoma colossus, le Tricholome colosse, un des Tricholomes les plus imposants

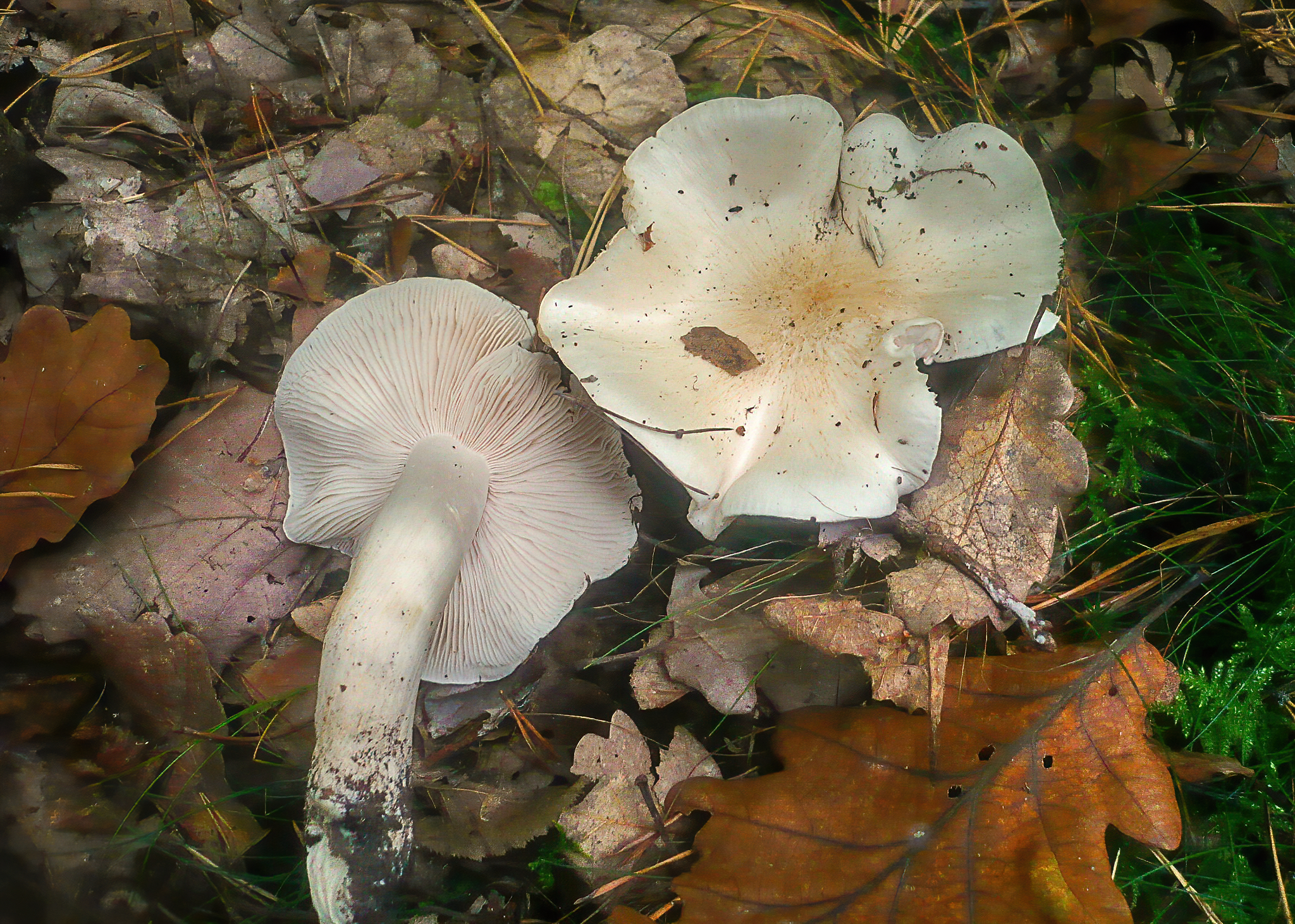
Tricholoma columbetta, le Tricholome colombette, un comestible de choix rare.

- Tricholoma caligatum (Viv.) Ricken 1914
- Tricholoma carbonicum Velen. 1920[2] – Europe
- Tricholoma carneoflavidum (Kalchbr.) McAlpine 1895
- Tricholoma cartilagineum (Bull.) Quél. 1872
- Tricholoma catulus E.H.L.Krause 1928
- Tricholoma cavipes Corner 1994[3]
- Tricholoma cedretorum (Bon) A.Riva 2000
- Tricholoma cedrorum Maire 1914
- Tricholoma ceriniceps Pegler 1983
- Tricholoma cheilolaminum Ovrebo & Tylutki 1975
- Tricholoma chrysophyllum A.Riva, C.E.Hermos. & Jul.Sánchez 1998
- Tricholoma cifuentesii Courtec. 1985
- Tricholoma cingulatum (Almfelt ex Fr.) Jacobashch 1890
- Tricholoma cinnamomeum (Murrill) Murrill 1914
- Tricholoma clavipes Riedl 1976
- Tricholoma clavocystis Musumeci & Contu 2008[8] – Europe
- Tricholoma coffeaceum Velen. 1920[2] – Europe
- Tricholoma collybiiformis Velen. 1920[2] – Europe
- Tricholoma colossus (Fr.) Quél. 1872
- Tricholoma columbetta (Fr.) P.Kumm. 1871
- Tricholoma concolor (Delile ex De Seynes) P.-A.Moreau, Bellanger & Courtec. 2011
- Tricholoma confragipes Iwade 1944
- Tricholoma cookeanum Bertault & Malençon 1975
- Tricholoma cordae Velen. 1920[2] – Europe
- Tricholoma cortinatellum Singer 1954
- Tricholoma cortinatum Singer 1952[9]
- Tricholoma crenulatum Horniček 1977
- Tricholoma crepidotoides Corner 1994[3]
- Tricholoma crucigerum (St.-Amans) Sacc. & Trotter 191
- Tricholoma cuneifoloides (Fr.) P.Kumm. 1871
- Tricholoma cutifractum Corner 1994[3]
- Tricholoma cyclophilum (Lasch) Sacc. & Trotter 1912
- Tricholoma czuicum (Singer) Singer, 1951

## D
- Tricholoma dermolomoides Corner 1994[3]
- Tricholoma diabolicum Rick 1926
- Tricholoma diemii Singer 1954
- Tricholoma distantifoliaceum E.Ludw. & H.Willer 2012
- Tricholoma distinguendum S.Lundell 1942
- Tricholoma dulciolens Kytöv. 1989
- Tricholoma duriusculum R.Schulz 1927
- Tricholoma durum Velen. 1939[7] – Europe

## E
- Tricholoma edentulum Velen. 1920[2] – Europe
- Tricholoma elegans G.Stev. 1964[10] – Nouvelle-Zélande
- Tricholoma elvirae Singer 1969
- Tricholoma eosinobasis Babos, Bohus & Vasas 1991
- Tricholoma equestre (L.) P.Kumm. 1871
- Tricholoma evenosum (Sacc.) Rea 1932
- Tricholoma ezcarayense C.E.Hermos. & Jul.Sánchez 1994

## F
- Tricholoma fagineum Velen. 1925
- Tricholoma fagnani Singer 1952[9]

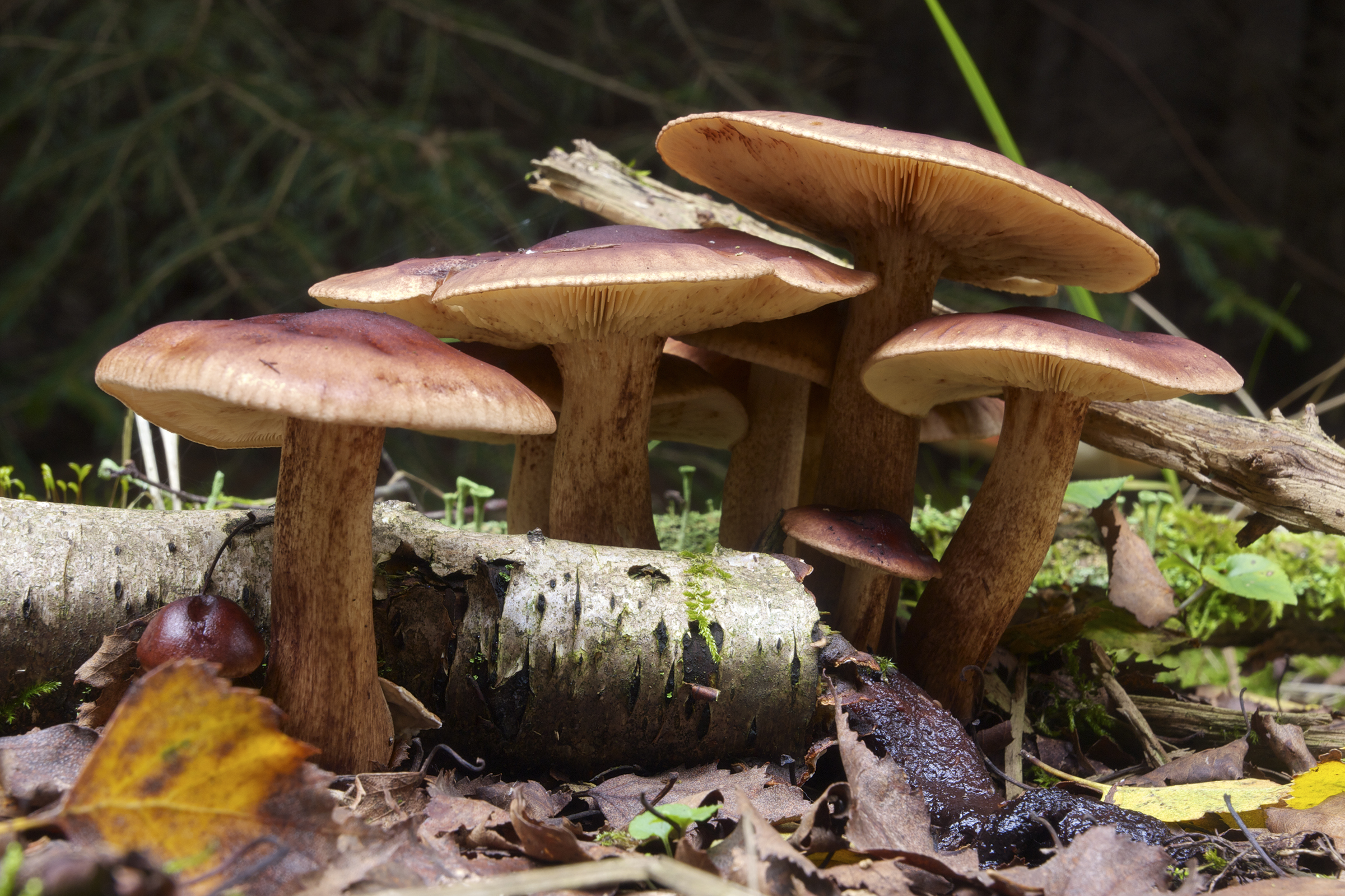
Tricholoma fulvum, le Tricholome fauve

- Tricholoma farinolens E.Horak 1964
- Tricholoma ferrugineimelleum Corner 1994[3]
- Tricholoma fiherensis L.M.Dufour & H.Poiss. 1927
- Tricholoma filamentosum (Alessio) Alessio 1988
- Tricholoma fissilifolium Corner 1994[3]
- Tricholoma flammulaecolor Beeli 1927
- Tricholoma flavifolium Velen. 1920[2] – Europe
- Tricholoma focale (Fr.) Ricken 1914
- Tricholoma foliicola Har.Takah. 2001
- Tricholoma forteflavescens Reschke, Popa, Zhu L. Yang & G. Kost, 2018
- Tricholoma fracticum (Britzelm.) Kreisel 1984
- Tricholoma fractipes Velen. 1920[2] – Europe
- Tricholoma frondosae Kalamees & Shchukin 2001
- Tricholoma fuegianum Courtec. 1985
- Tricholoma fuliginea Beeli 1927
- Tricholoma fulvimarginatum Ovrebo & Halling 1986
- Tricholoma fulvocastaneum Hongo 1960
- Tricholoma fulvum (DC.) Bigeard & H.Guill. 1909
- Tricholoma fumidellum (Peck) Sacc. 1887
- Tricholoma furcatifolium Corner 1994[3]
- Tricholoma fuscinanum Corner 1994[3]
- Tricholoma fusipes E.Horak 1964
- Tricholoma fusisporum Singer 1943

## G

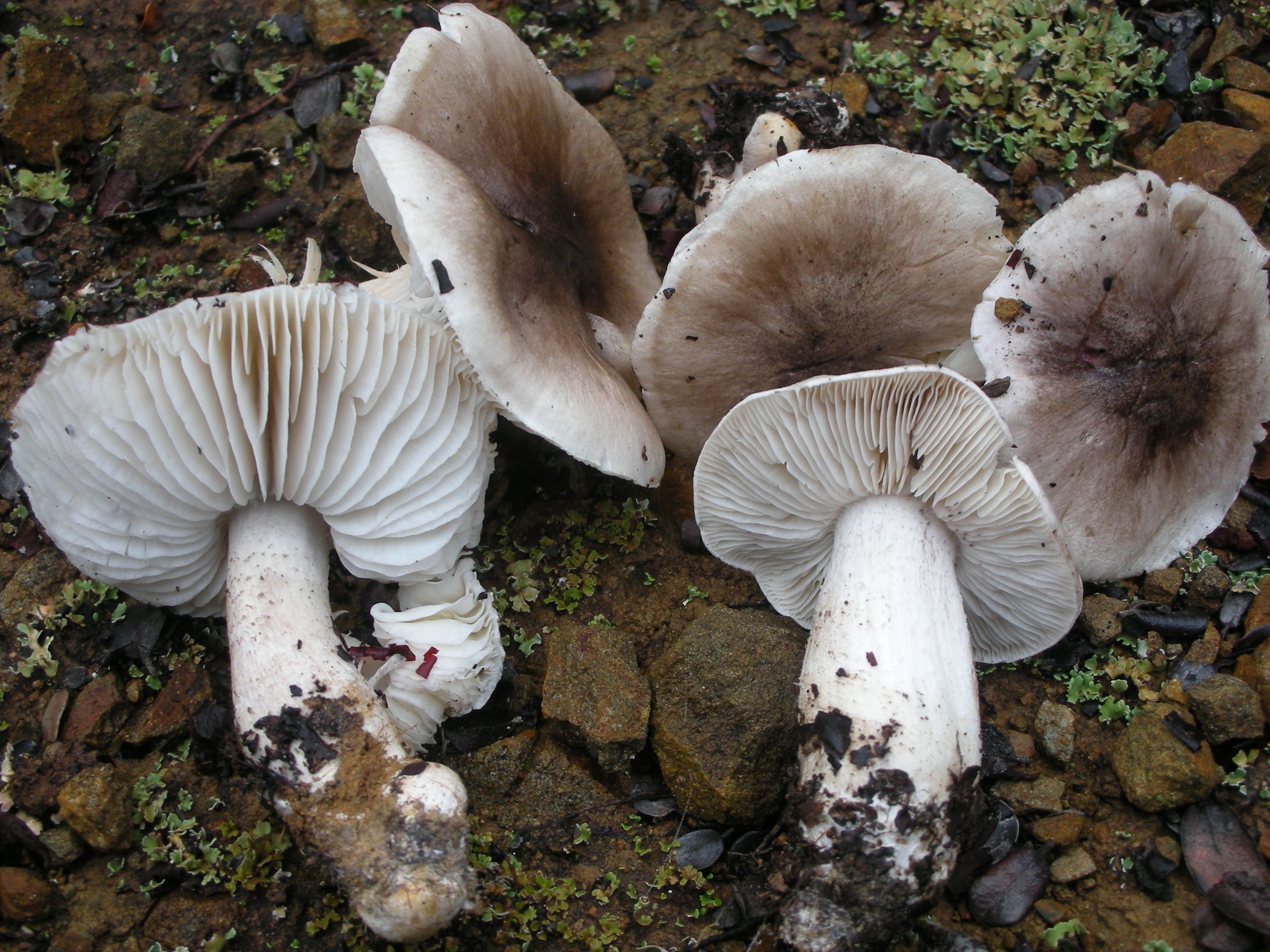
Tricholoma griseoviolaceum

- Tricholoma gallaecicum (Blanco-Dios) Blanco-Dios, 2009
- Tricholoma gausapatum (Fr.) Quél. 1872
- Tricholoma glareosum Velen. 1927
- Tricholoma glatfelteri (Murrill) Murrill 1914
- Tricholoma goliath (Fr.) S.Lundell & Nannf. 1942
- Tricholoma goossensiae Beeli 1933
- Tricholoma graminicola Velen. 1920[2] – Europe
- Tricholoma grande Peck 1891
- Tricholoma granulosum Lebedeva 1949
- Tricholoma griseipileatum Corner 1994[3]
- Tricholoma griseoviolaceum Shanks 1996[11] – Amérique du Nord
- Tricholoma groanense Viola 1959
- Tricholoma grossulariodorum E.Horak 1964
- Tricholoma guldeniae Mort.Chr. 2009

## H
- Tricholoma hathorae Velen. 1939[7] – Europe
- Tricholoma hebeloma (Peck) Sacc. 1887
- Tricholoma hebelomoides E.Horak 1964
- Tricholoma hemisulphureum (Kühner) A. Riva ex Boffelli, 2016
- Tricholoma henningsii Sacc. & Trotter 1912
- Tricholoma hirtellum Peck 1907
- Tricholoma holici Velen. 1920[2] – Europe
- Tricholoma horakii Raithelh. 1972
- Tricholoma hortorum Velen. 1925
- Tricholoma humosum (Quél.) S.Imai 1938
- Tricholoma huronense A.H. Sm., 1942
- Tricholoma hygrophanum Velen. 1939[7] – Europe

## I
- Tricholoma ilkkae Mort. Chr., Heilm.-Claus., Ryman & N. Bergius, 2017
- Tricholoma imbricatum (Fr.) P.Kumm. 1871
- Tricholoma impudicum Velen. 1947
- Tricholoma inamoenum (Fr.) Gillet 1874
- Tricholoma inocyboides Corner 1994[3]
- Tricholoma insigne Ovrebo 1989
- Tricholoma intermedium Peck 1888
- Tricholoma iputingaense Bat. & A.F.Vital 1958

## J

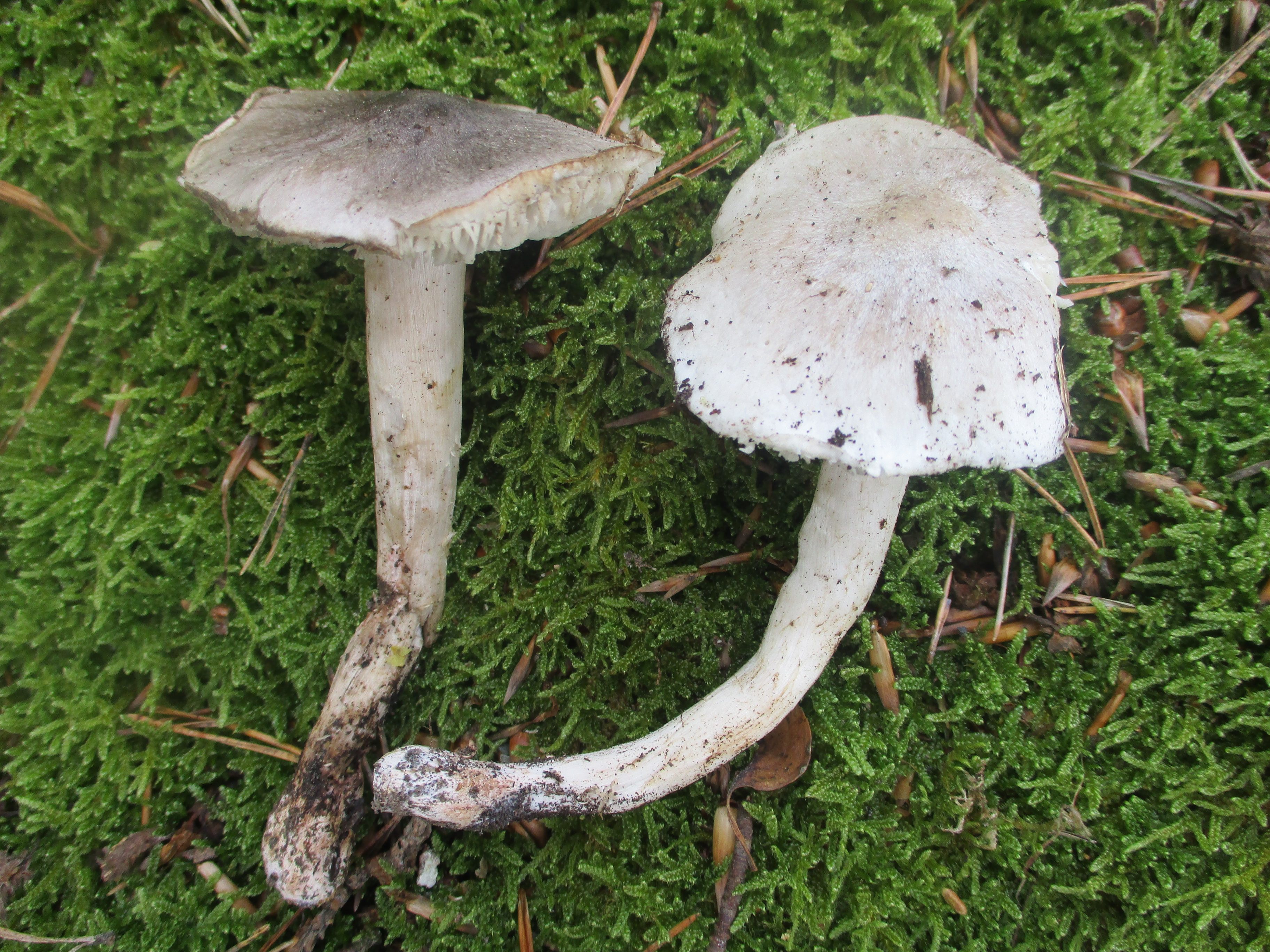
Tricholoma josserandii, le Tricholome de Josserand, toxique

- Tricholoma jalapense (Murrill) Sacc. & Trotter 1925
- Tricholoma jamaicensis (Murrill) Sacc. & Trotter 1925
- Tricholoma joachimii Bon & A.Riva 1985
- Tricholoma josserandii Bon 1975

## K
- Tricholoma khakicolor Corner 1994[3]

## L
- Tricholoma laricicola Velen. 1939[7] – Europe
- Tricholoma lascivum (Fr.) Gillet 1874
- Tricholoma latifolium Speg. 1898
- Tricholoma lavendulophyllum F.Q.Yu 2006
- Tricholoma leoninum Velen. 1939[7] – Europe
- Tricholoma leucophyllum Ovrebo & Tylutki 1975
- Tricholoma leucoterreum Mariotto & Turetta 1996
- Tricholoma lilacinocinereum Métrod ex Bon 1990
- Tricholoma lobatum Velen. 1939[7] – Europe
- Tricholoma losii Kavina 1926
- Tricholoma luridum (Schaeff.) P.Kumm. 1871
- Tricholoma luteomaculosum A.H. Sm., 1942

## M
- Tricholoma maculatipus Hongo 1962

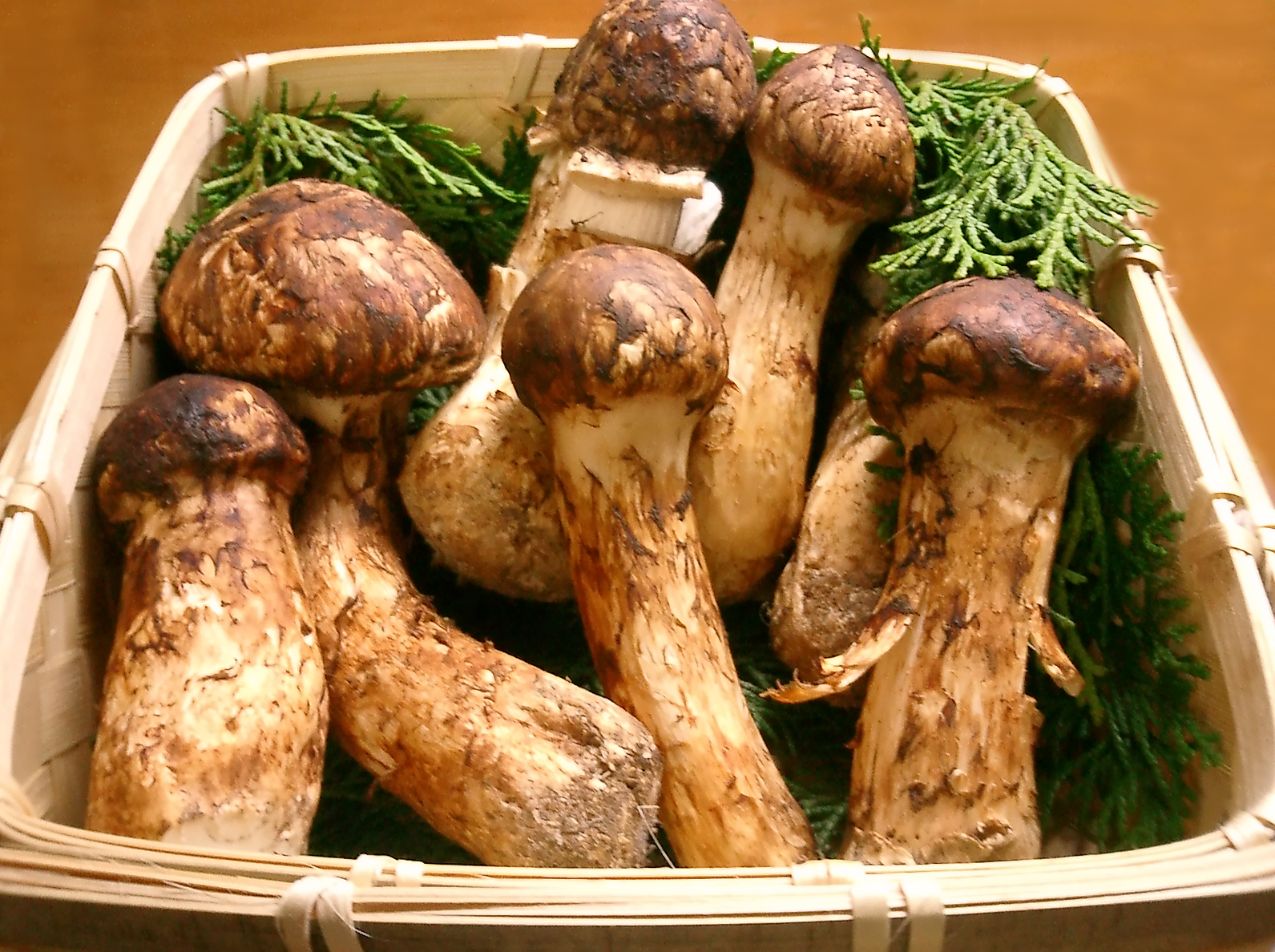
Tricholoma matsutake, le Matsutake, une espèce comestible réputée au Japon.

- Tricholoma magellanicum (Speg.) Sacc. 1891
- Tricholoma magnivelare (Peck) Redhead 1984
- Tricholoma manzanitae T.J.Baroni & Ovrebo 1983
- Tricholoma marasmiforme Velen. 1939[7] – Europe
- Tricholoma margarita (Murrill) Murrill 1940
- Tricholoma marquettense Ovrebo 1986
- Tricholoma matsutake (S.Ito & S.Imai) Singer 1943
- Tricholoma mauritianum Peerally & Sutra 1973
- Tricholoma megaphyllum Boud. 1910
- Tricholoma melleum Reschke, Popa, Zhu L. Yang & G. Kost, 2018
- Tricholoma mensula Corner 1994[3]
- Tricholoma meridianum A.Pearson 1950
- Tricholoma mesoamericanum Justo & Cifuentes, 2017
- Tricholoma michiganense A.H. Sm., 1942
- Tricholoma microcarpoides Corner 1994[3]
- Tricholoma minutissimum Corner 1994[3]
- Tricholoma minutum Corner 1994
- Tricholoma mnichovicense Velen. 1947
- Tricholoma montis-fraseri Corner 1994[3]
- Tricholoma moseri Singer 1989
- Tricholoma moserianum Bon 1990
- Tricholoma mostnyae Singer 1969
- Tricholoma multifolium (Murrill) Murrill 1914
- Tricholoma multipunctum (Peck) Sacc. 1887
- Tricholoma muricatum Shanks 1996[11] – Amérique du Nord
- Tricholoma murrillianum Singer 1942 – North America
- Tricholoma muscarioides Reschke, Popa, Zhu L. Yang & G. Kost, 2018
- Tricholoma muscarium Kawam. ex Hongo 1959
- Tricholoma muscorum Velen. 1947
- Tricholoma mutabile Shanks 1996[11] – Amérique du Nord

## N
- Tricholoma naranjanum Dennis 1951
- Tricholoma nigripes Velen. 1920[2] – Europe
- Tricholoma nigrum Shanks & Ovrebo 1996[11] – Amérique du Nord
- Tricholoma niveipes Peck, 1902
- Tricholoma nobile Peck 1889

## O

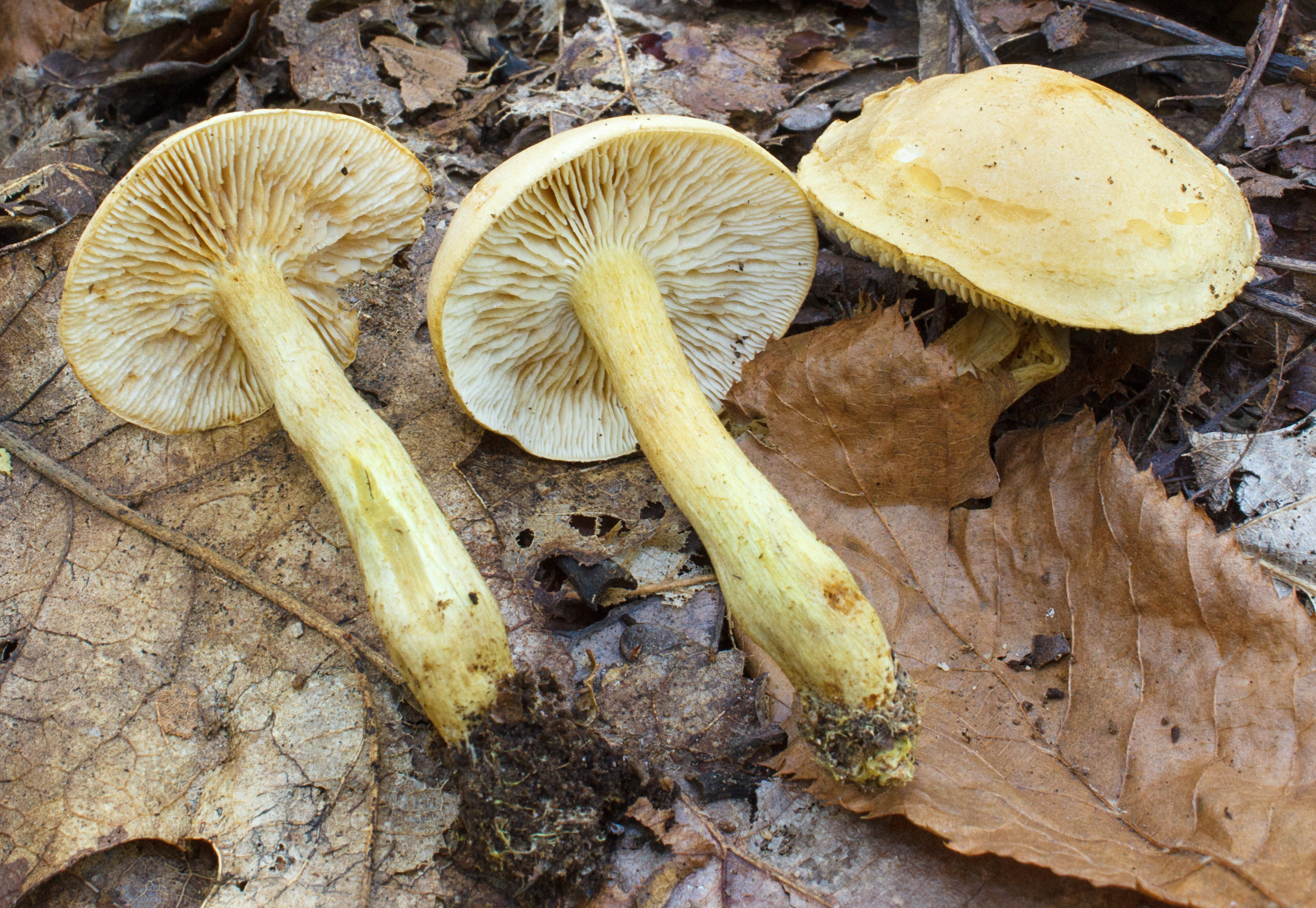
Tricholoma odorum

- Tricholoma oblongisporum Bissett 1992
- Tricholoma obscurum Velen. 1920[2] – Europe
- Tricholoma ochraceorobustum E.Horak 1964
- Tricholoma odorimutabile Corner 1994[3]
- Tricholoma olens Velen. 1939[7] – Europe
- Tricholoma olgae Velen. 1920[2] – Europe
- Tricholoma olidum Velen. 1920[2] – Europe
- Tricholoma olivaceobrunneum Ovrebo 1986
- Tricholoma olivaceoflavum (Murrill) Sacc. & Trotter 1925
- Tricholoma olivaceoluteolum Reschke, Popa, Zhu L. Yang & G. Kost, 2018
- Tricholoma olivaceotinctum Heilm.-Claus. & Mort. Chr. 2009
- Tricholoma olivaceum Reschke, Popa, Zhu L. Yang & G. Kost, 2018
- Tricholoma oliveum Farl. & Burt, 1929
- Tricholoma opiparum (Fr.) Bigeard & H. Guill. 1909
- Tricholoma orirubens Quél. 1872
- Tricholoma orlosii Pilát 1950

## P
- Tricholoma palustre A.H.Sm. 1942
- Tricholoma pampeanum Speg. 1898
- Tricholoma panicolor Corner 1994[3]
- Tricholoma pannonicum Bohus, 1960

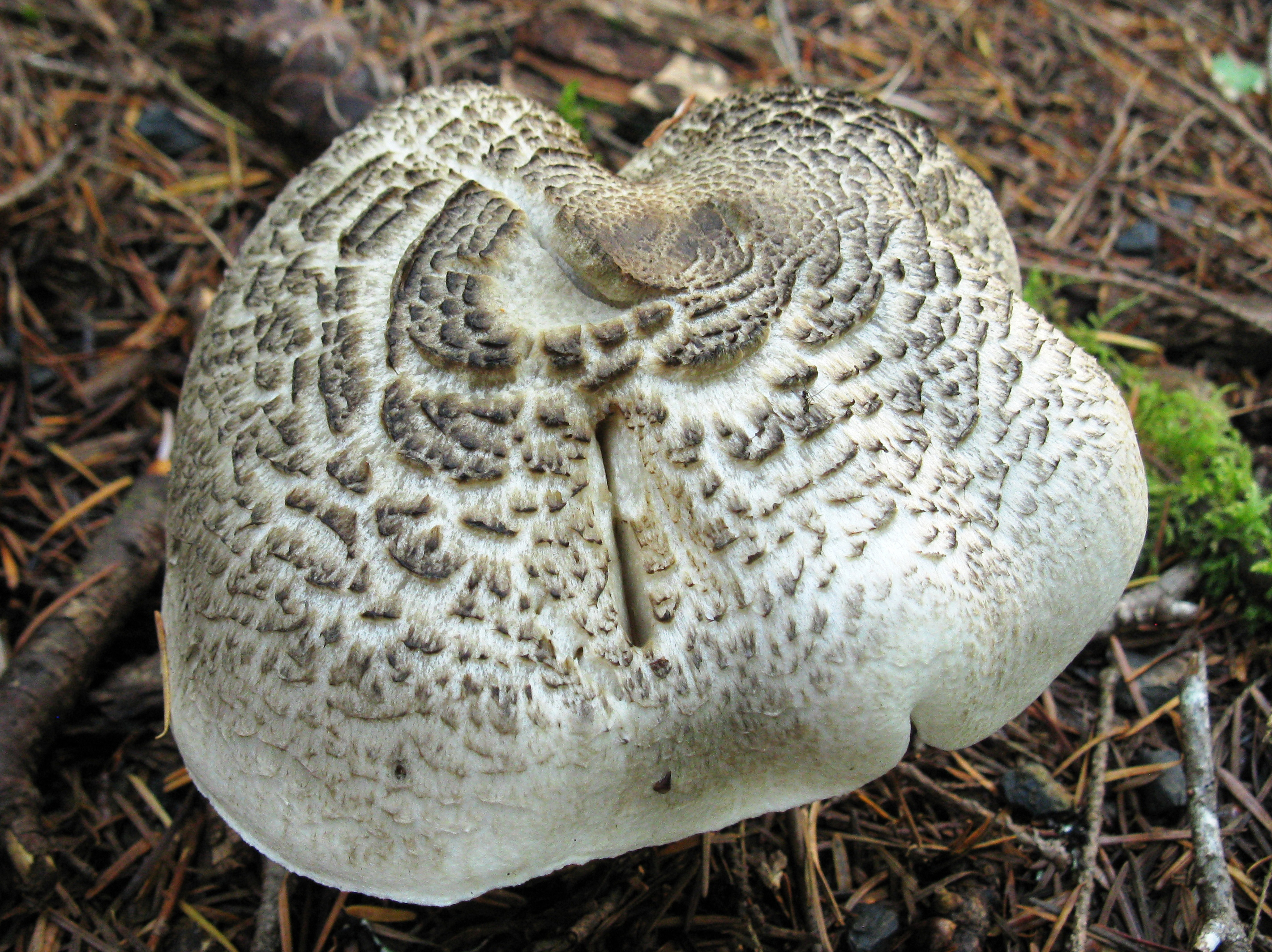
Tricholoma pardinum, le Tricholome tigré, un champignon toxique

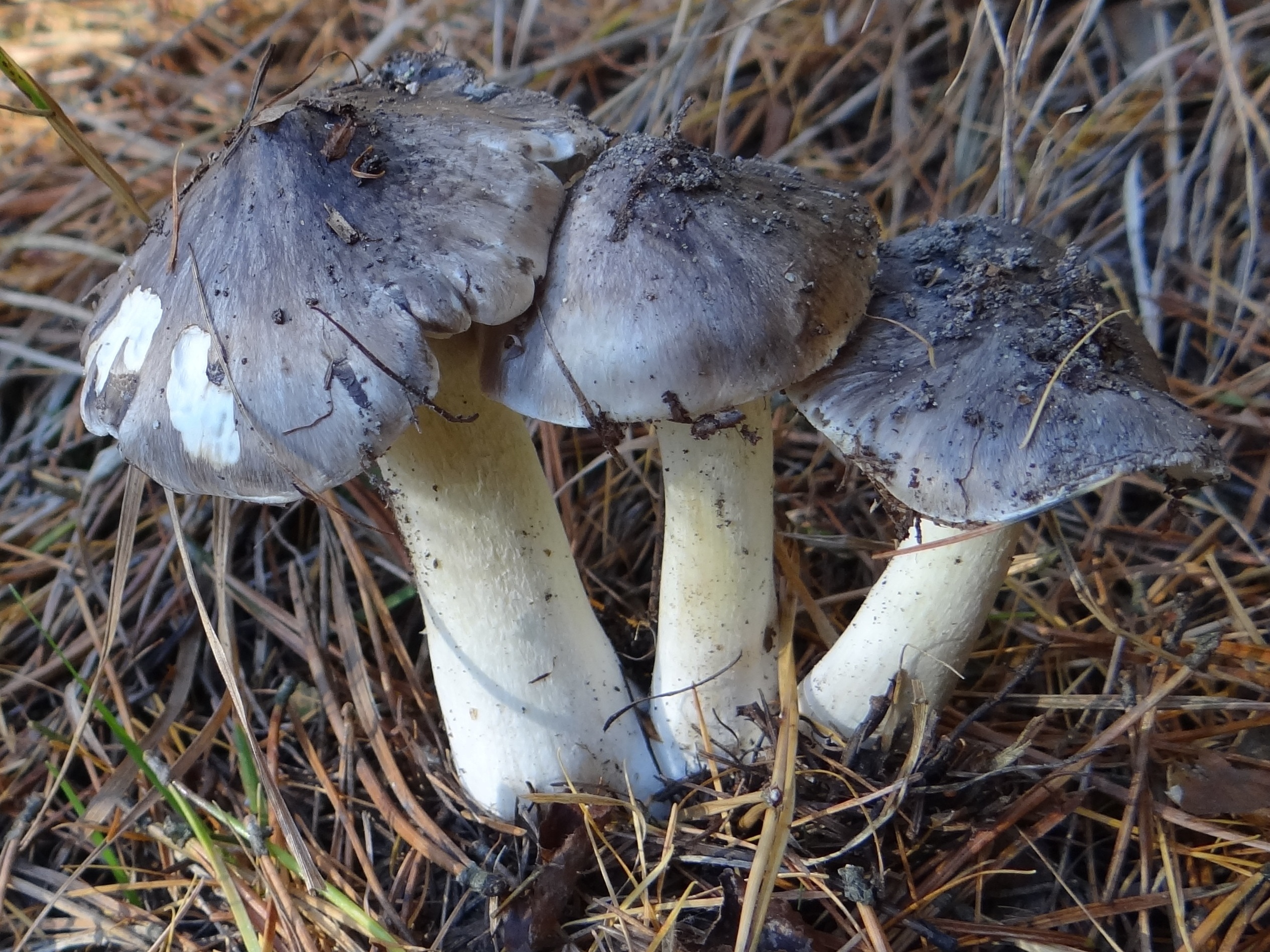
Tricholoma portentosum, le Tricholome prétentieux, un bon comestible.

- Tricholoma pardalotum Herink & Kotl. 1967
- Tricholoma pardinum (Pers.) Quél. 1873
- Tricholoma parvisporum Corner 1994[3]
- Tricholoma pascuum Velen. 1939[7] – Europe
- Tricholoma patagonicum Singer 1954
- Tricholoma penangense Corner 1994[3]
- Tricholoma permelleum Corner 1994[3]
- Tricholoma persicinum (Fr.) Quél. 1872
- Tricholoma pessundatum (Fr.) Quél. 1872
- Tricholoma phoeniceum (Sacc.) Singer 1943
- Tricholoma piceum Velen. 1947
- Tricholoma pilatii Velen. 1925
- Tricholoma plagiotum (Kalchbr.) McAlpine 1895
- Tricholoma populinum J.E.Lange 1933
- Tricholoma porta-dalveyi Corner 1994[3]
- Tricholoma portentosum (Fr.) Quél. 1873
- Tricholoma praetervisum Velen. 1939[7] – Europe
- Tricholoma pratense Pegler & R.W.Rayner 1969
- Tricholoma preslii Velen. 1920[2] – Europe
- Tricholoma primulibrunneum Corner 1994[3]
- Tricholoma psammopus (Kalchbr.) Quél. 1875
- Tricholoma pseudoargyraceum Velen. 1925
- Tricholoma pseudoimbricatum J.E.Lange & Terk. 1944
- Tricholoma pseudolimacium Velen. 1920[2] – Europe
- Tricholoma pseudonictitans Bon 1983
- Tricholoma pseudoputidum Velen. 1939[7] – Europe
- Tricholoma pseudorussula (Speg.) Sacc. 1891
- Tricholoma pseudosaponaceum Hásek 1959
- Tricholoma pullum Ovrebo 1989
- Tricholoma pulverulentipes (Murrill) Sacc. & Trotter 1925
- Tricholoma purpureiflavum Corner 1994[3]
- Tricholoma pusillisporum Speg. 1922
- Tricholoma pygmaeum Velen. 1920[2] – Europe

## Q
- Tricholoma quercetorum Contu 2004
- Tricholoma quercicola (Murrill) Murrill 1949

## R

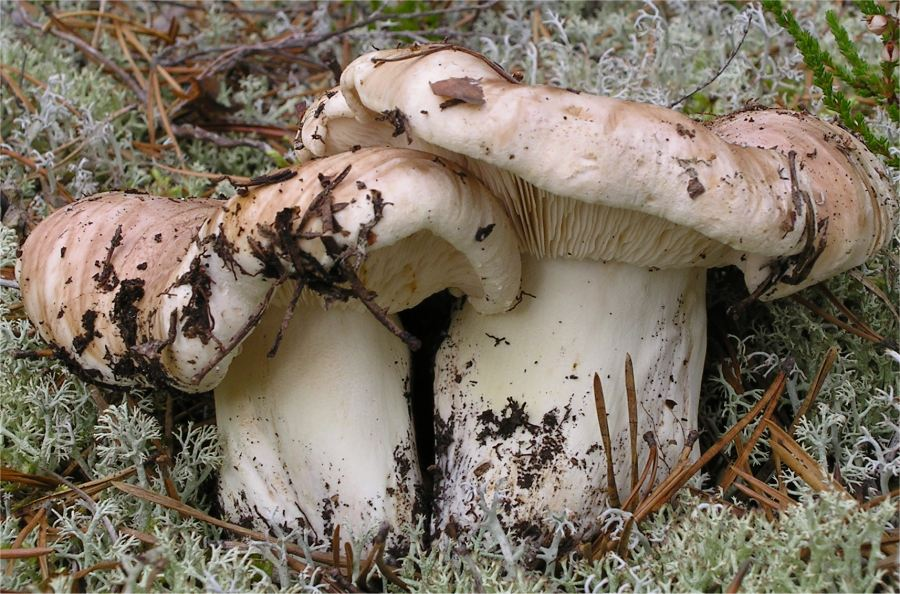
Tricholoma roseoacerbum, le Tricholome rosâtre

- Tricholoma radicans Hongo 1968[12] – Japon
- Tricholoma radotinense Peck 1903
- Tricholoma ramentaceum (Bull.) Ricken 1915
- Tricholoma rauli Garrido 1988
- Tricholoma rhizophoreti Corner 1994[3]
- Tricholoma rigidovelatum Raithelh. 1991
- Tricholoma rimosoides Dennis 1951
- Tricholoma robiniae Velen. 1925
- Tricholoma robustum (Alb. & Schwein.) Ricken 1915
- Tricholoma romagnesii Singer 1943
- Tricholoma roseoacerbum A.Riva 1984 – Europe, Amérique du Nord
- Tricholoma rostratum Velen. 1920[2] – Europe
- Tricholoma rubescens Velen. 1920[2] – Europe
- Tricholoma rufenum P.Donati 1994
- Tricholoma rufulum R.Heim 1934
- Tricholoma rugulicinctum Corner 1994[3]

## S

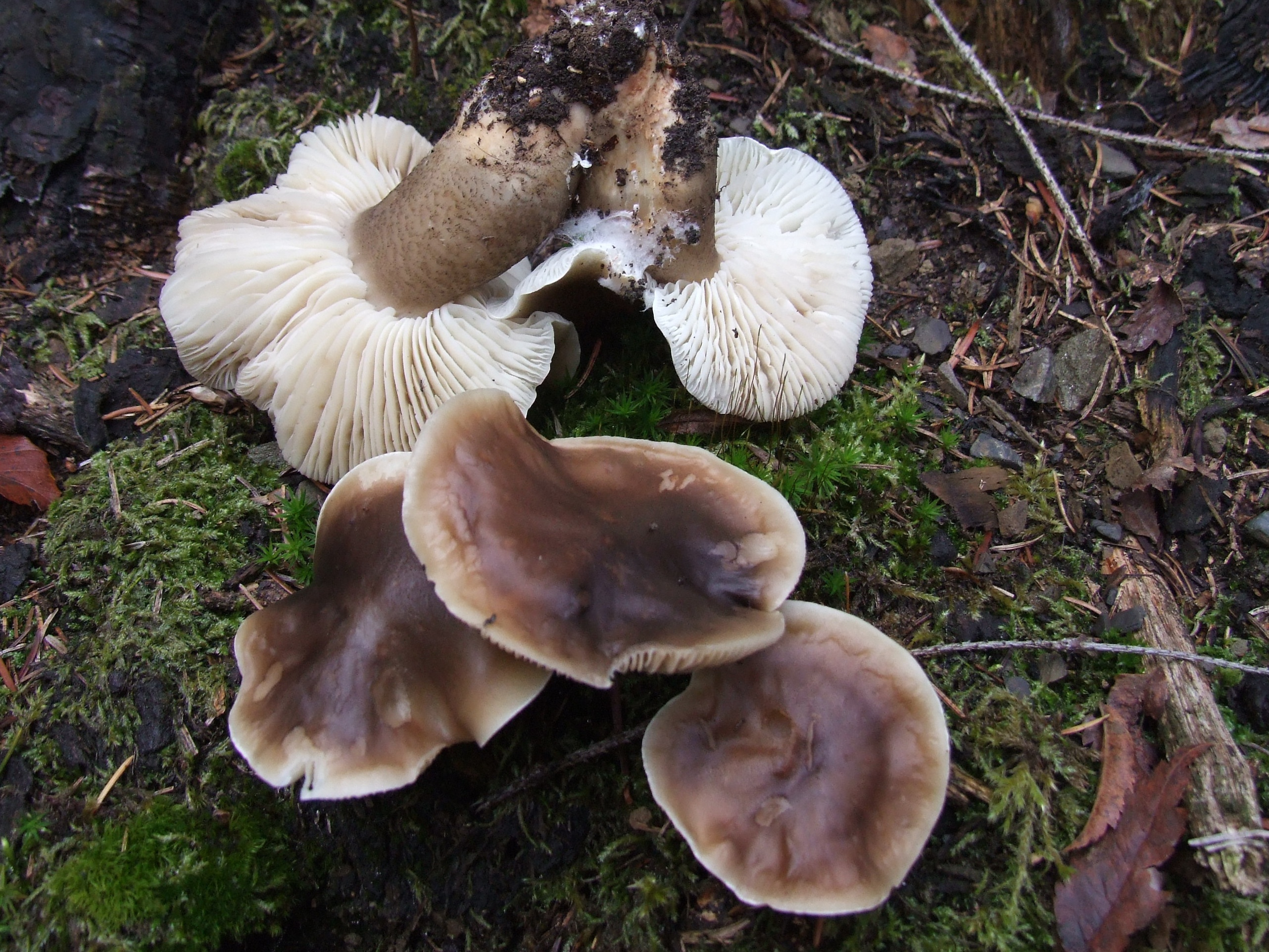
Tricholoma saponaceum, le Tricholome à odeur de savon

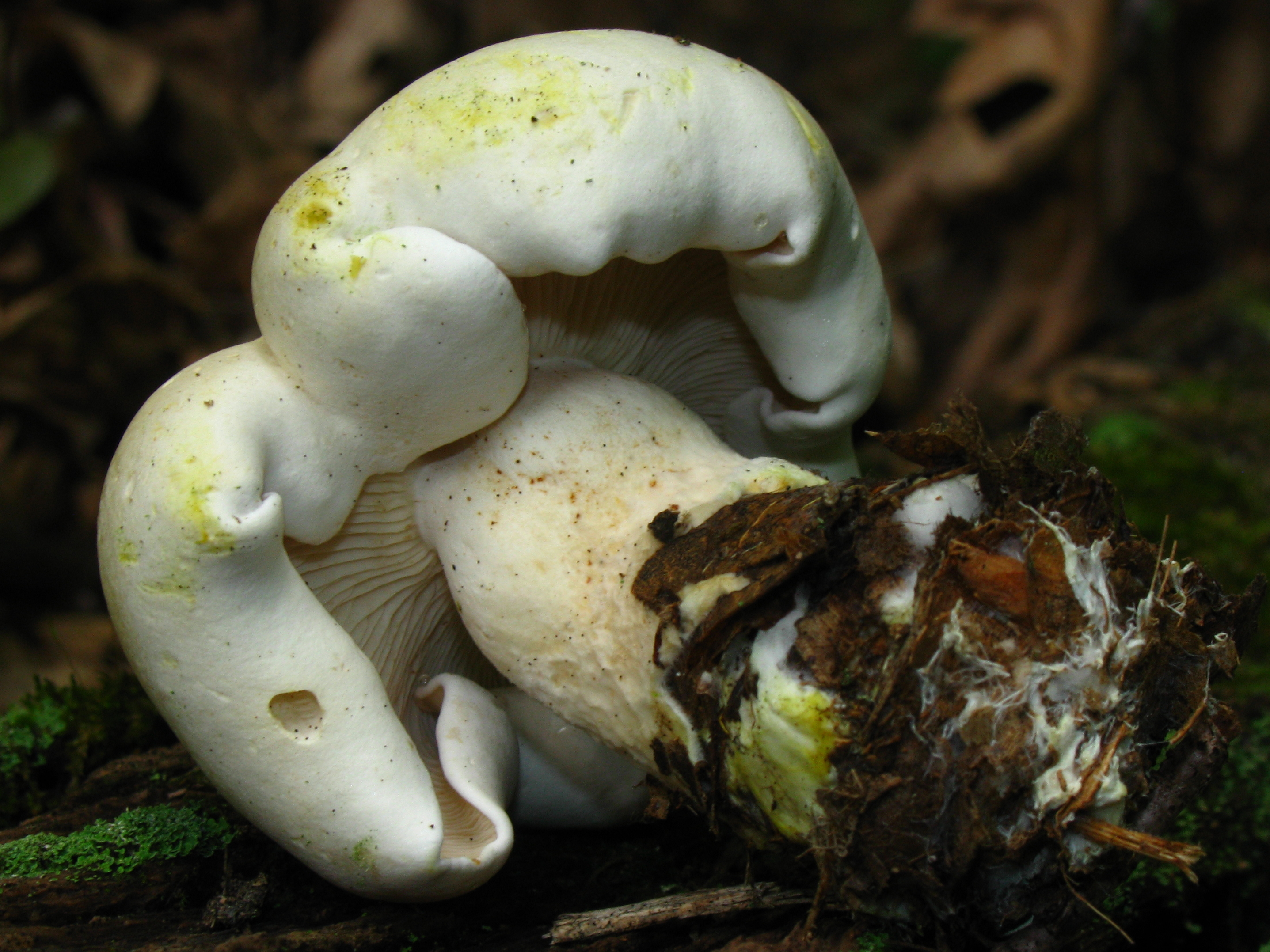
Tricholoma sulphurescens, le Tricholome jaunissant

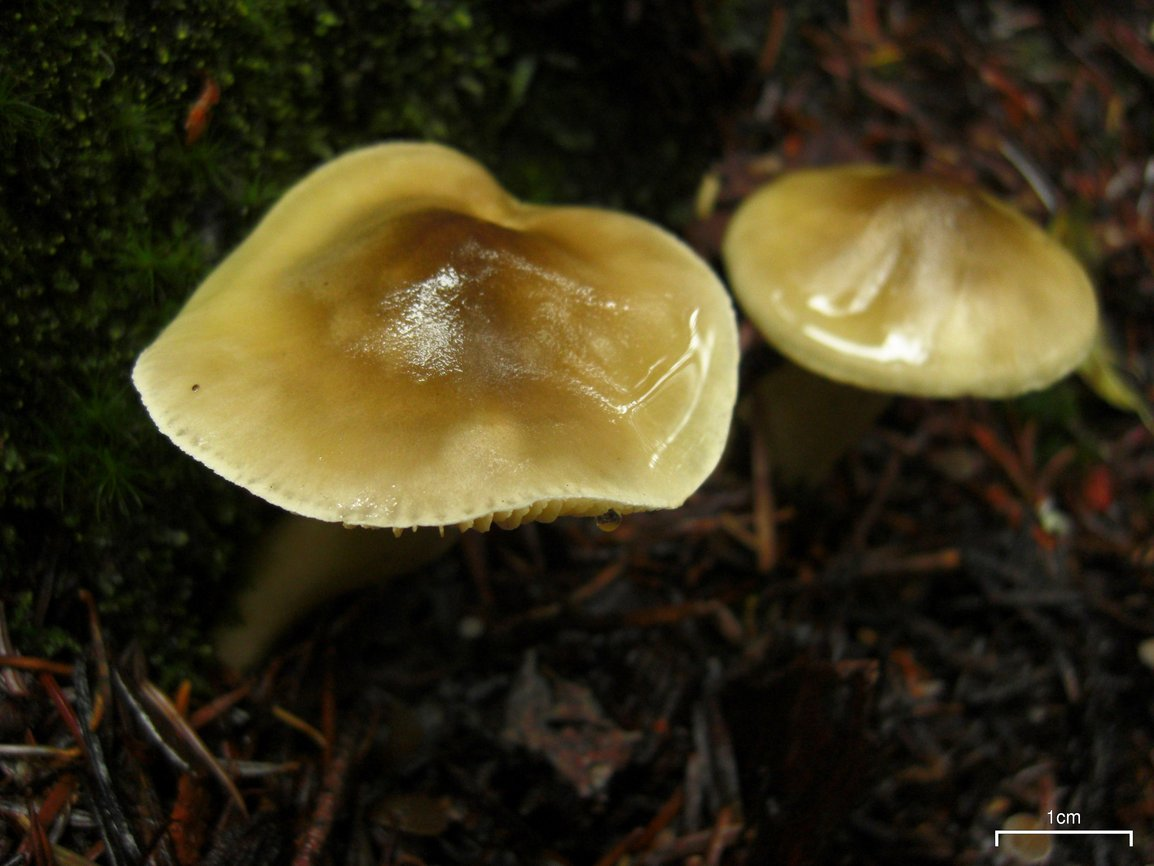
Tricholoma sejunctum, le Jaunet

- Tricholoma sanguinescens Velen. 1925
- Tricholoma saponaceum (Fr.) P.Kumm. 1871
- Tricholoma scabrum L.M.Dufour 1913
- Tricholoma scalpturatum (Fr.) Quél. 1872
- Tricholoma schustleri Velen. 1920[2] – Europe
- Tricholoma sciodes (Pers.) C.Martín 1919
- Tricholoma sejunctum (Sowerby) Quél. 1872
- Tricholoma sericeum Rick 1920
- Tricholoma sienna (Peck) Sacc. 1887
- Tricholoma silvaticum Peck 1889
- Tricholoma singaporense Corner 1994[3]
- Tricholoma sinoacerbum T.H. Li, Hosen & Ting Li, 2015
- Tricholoma sinopardinum Zhu L. Yang, X.X. Ding, G. Kost & Rexer, 2017
- Tricholoma sinoportentosum Zhu L. Yang, Reschke, Popa & G. Kost, 2018
- Tricholoma smithii Ovrebo & K.W. Hughes, 2018
- Tricholoma solitarium (Alessio) Contu 2009
- Tricholoma sparsifolium Velen. 1925
- Tricholoma sphagnicola Hruby 1930
- Tricholoma spongiosum Petch 1917
- Tricholoma stanekii Pilát 1953
- Tricholoma stans (Fr.) Sacc. 1887
- Tricholoma stiparophyllum (N.Lund) P.Karst. 1879
- Tricholoma stipitirufescens Corner 1994[3]
- Tricholoma striatifolium (Peck) Sacc. 1887
- Tricholoma striatum (Schaeff.) Quél. 1872
- Tricholoma subamarum Herp. 1912
- Tricholoma subannulatum (Peck) Zeller 1922
- Tricholoma subargillaceum (Murrill) Sacc. & Trotter 1925
- Tricholoma subaureum Ovrebo 1986
- Tricholoma subcinerascens Rick 1939
- Tricholoma subcinereiforme (Murrill) Sacc. & Trotter 1925
- Tricholoma subclytocybe Velen. 1925
- Tricholoma subcuneifolium Corner 1994[3]
- Tricholoma subfuscum Velen. 1920[2] – Europe
- Tricholoma subglobisporum Bon 1976[4] – Europe
- Tricholoma subimbricatum Velen. 1920[2] – Europe
- Tricholoma sublatum Murrill 1942
- Tricholoma subluteum Peck, 1904
- Tricholoma subniveum Velen. 1925
- Tricholoma subresplendens (Murrill) Murrill, 1914
- Tricholoma subsulphureum (Britzelm.) Sacc. & Traverso 1911
- Tricholoma subumbrinum A.H.Sm. 1944[5] – Amérique du Nord
- Tricholoma sudum (Fr.) Quél. 1873
- Tricholoma sulcatum Velen. 1920[2] – Europe
- Tricholoma sulphurellum Rick 1919
- Tricholoma sulphurescens Bres. 1905
- Tricholoma sulphureum (Bull.) P.Kumm. 1871

## T

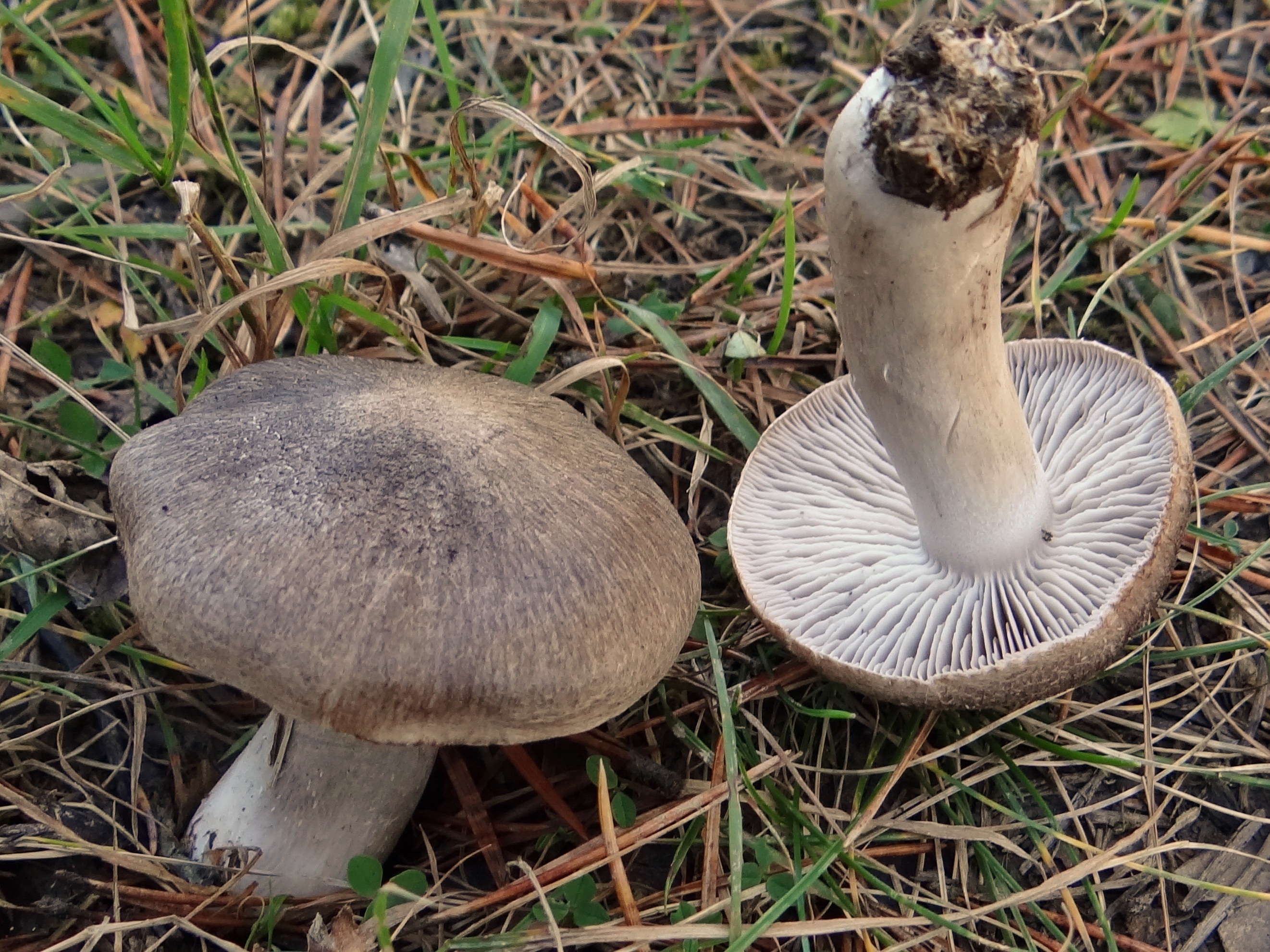
Tricholoma terreum, le Petit gris, un autre comestible de choix

- Tricholoma tanzanianum Pegler 1977[13]
- Tricholoma tenacifolium Corner 1994[3]
- Tricholoma tenue P.W.Graff 1914
- Tricholoma terreum (Schaeff.) P.Kumm. 1871
- Tricholoma testaceum G.Stev. 1964[10] – Nouvelle-Zélande
- Tricholoma thalliophilum Rob.Henry 1956
- Tricholoma tigrinum (Schaeff.) Gillet 1874
- Tricholoma transmutans (Peck) Sacc., 1887
- Tricholoma tridentinum Singer 1943
- Tricholoma triste (Scop.) Quél. 1872
- Tricholoma tristiforme Kauffman 1921
- Tricholoma tucumanense Speg. 1919
- Tricholoma tumidum (Pers.) Ricken 1915
- Tricholoma turbinipes (Kalchbr.) McAlpine 1895

## U
- Tricholoma uliginosum Velen. 1920[2] – Europe
- Tricholoma ulvinenii Kalamees 2001[14]
- Tricholoma umbonatum Clémençon & Bon 1985
- Tricholoma umbraticum Corner 1994[3]
- Tricholoma unifactum Peck 1906
- Tricholoma urbicum Ferrarese & Zaffalon 2008
- Tricholoma uropus Corner 1994[3]
- Tricholoma ustale (Fr.) P.Kumm. 1871
- Tricholoma ustaloides Romagn. 1954

## V
- Tricholoma vaccinoides Pilát 1971

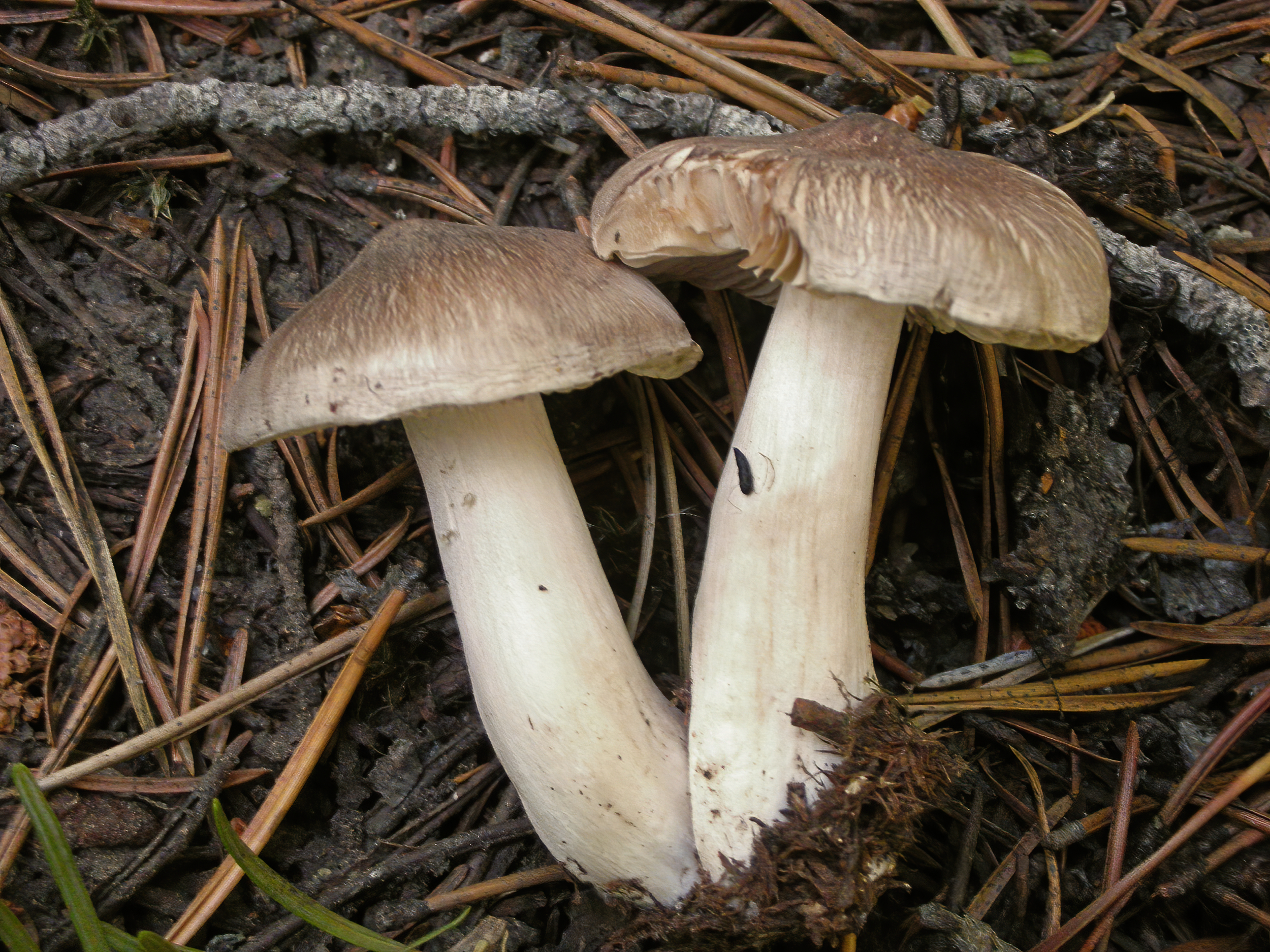
Tricholoma virgatum, le Tricholome vergété

- Tricholoma vaccinum (Schaeff.) P.Kumm. 1871
- Tricholoma vacini Velen. 1939[7] – Europe
- Tricholoma venenatum G.F. Atk., 1908
- Tricholoma vernale Velen. 1920[2] – Europe
- Tricholoma vernaticum Shanks 1996[11] – Amérique du Nord
- Tricholoma versicolor Velen. 1920[2] – Europe
- Tricholoma vestipes Velen. 1920[2] – Europe
- Tricholoma villosiparvum Corner 1994[3]
- Tricholoma vinaceogriseum P.D.Orton 1987
- Tricholoma violaceibrunneum Corner 1994[3]
- Tricholoma virgatum (Fr.) P.Kumm. 1871
- Tricholoma viridifucatum Bon 1976[4] – Europe
- Tricholoma viridilutescens M.M.Moser 1978
- Tricholoma viridiolivaceum G.Stev. 1964[10] – Nouvelle-Zélande

## W
- Tricholoma weizianum Reichert & Aviz.-Hersh. 1959

## Z
- Tricholoma zangii Z.M.Cao, Y.J.Yao & Pegler 2003[15] – Chine
- Tricholoma zelleri (D.E.Stuntz & A.H.Sm.) Ovrebo & Tylutki 1975
- Tricholoma zonatum Velen. 1939[7] – Europe
- Tricholoma zvarae Velen. 1922